# Hansenolana anisopous
Hansenolana anisopous är en kräftdjursart som beskrevs av Stebbing1900. Hansenolana anisopous ingår i släktet Hansenolana och familjen Cirolanidae. Inga underarter finns listade i Catalogue of Life.